# Дікс-Гіллс (Нью-Йорк)
Дікс-Гіллс (англ. Dix Hills) — переписна місцевість (CDP) в США, в окрузі Саффолк штату Нью-Йорк. Населення — 26 180 осіб (2020).

## Географія
Дікс-Гіллс розташований за координатами 40°48′13″ пн. ш. 73°20′13″ зх. д. / 40.80361° пн. ш. 73.33694° зх. д. (40.803547, -73.337053).  За даними Бюро перепису населення США в 2010 році переписна місцевість мала площу 41,30 км², уся площа — суходіл.

## Демографія
Згідно з переписом 2010 року, у переписній місцевості мешкали 26 892 особи в 8319 домогосподарствах у складі 7293 родин. Густота населення становила 651 особа/км².  Було 8529 помешкань (207/км²).
Расовий склад населення:
| - 79,9 % — білих - 11,2 % — азіатів - 5,5 % — чорних або афроамериканців - 0,1 % — корінних американців - 1,1 % — осіб інших рас |

До двох чи більше рас належало 2,2 %. Частка іспаномовних становила 5,7 % від усіх жителів.
За віковим діапазоном населення розподілялося таким чином: 27,4 % — особи молодші 18 років, 58,8 % — особи у віці 18—64 років, 13,8 % — особи у віці 65 років та старші. Медіана віку мешканця становила 42,4 року. На 100 осіб жіночої статі у переписній місцевості припадало 98,9 чоловіків;  на 100 жінок у віці від 18 років та старших — 96,4 чоловіків також старших 18 років.
Середній дохід на одне домашнє господарство  становив 184 220 доларів США (медіана — 141 250), а середній дохід на одну сім'ю — 198 591 долар (медіана — 154 779). Медіана доходів становила 103 184 долари для чоловіків та 66 280 доларів для жінок. За межею бідності перебувало 2,6 % осіб, у тому числі 2,4 % дітей у віці до 18 років та 1,3 % осіб у віці 65 років та старших.
Цивільне працевлаштоване населення становило 13 129 осіб. Основні галузі зайнятості: освіта, охорона здоров'я та соціальна допомога — 29,0 %, науковці, спеціалісти, менеджери — 16,1 %, роздрібна торгівля — 10,4 %, фінанси, страхування та нерухомість — 9,7 %.